# A Hearth's Warming Tail
A Hearth's Warming Tail (Um Conto da Lareira Calorosa em português) é o oitavo episódio da sexta temporada da série de animação canadense-americana My Little Pony: A Amizade É Mágica, e o 125º episódio da série no geral. Foi dirigido por Denny Lu e Tim Stuby, escrito por Michael Vogel e produzido por Devon Cody. O episódio foi ao ar pela primeira vez em 14 de maio de 2016, no Discovery Family.
Em "A Hearth's Warming Tail", enquanto Ponyville se prepara para celebrar Aquecimento da Lareira (a tradição da série equivalente ao Natal) no castelo de Twilight Sparkle (Tara Strong), Starlight Glimmer (Kelly Sheridan) prefere não fazer parte do festividades. Para convencê-la da importância do Aquecimento da Lareira, Twilight e Spike (Cathy Weseluck) contam a ela a história de Snowfall Frost, um unicórnio de coração frio que despreza o Aquecimento da Lareira e jura apagá-lo com sua magia.
O episódio consiste principalmente em uma representação do próprio conto, com seus personagens sendo representados pelos personagens principais da série. É uma adaptação do clássico romance de Natal de Charles Dickens, A Christmas Carol, com Snowfall Frost representando Ebenezer Scrooge e sendo visitado por três espíritos que desejam ensiná-la a importância do feriado. "A Hearth's Warming Tail" foi descrito como um dos poucos "episódios musicais" verdadeiros da série, e apresenta seis canções compostas por Daniel Ingram e orquestradas por Caleb Chan, com letras de Vogel e Ingram.
O episódio foi aclamado pela crítica e fãs; seu ritmo e canções foram amplamente elogiados, em particular, "O Futuro de Luna", que marca a primeira música solo de Princesa Luna (a partir dos vocais de Aloma Steele).

## Enredo
Os pôneis de Ponyville se preparam para celebrar o Dia da Lareira Calorosa juntos no castelo da Twilight. No entanto, quando Twilight e Spike perguntam a Starlight se ela está pronta para comemorar, ela diz que "pode simplesmente pular", já que ela o considera "um dia dedicado a presentes e doces". Twilight tenta explicar que Aquecimento da Lareira é principalmente sobre passar tempo com amigos e família, mas Starlight não está interessado. Para convencê-la, Twilight decide ler sua história de férias favorita, A Hearth's Warming Tale.
A história se passa durante o Aquecimento da Lareira há muitos anos, onde um unicórnio de coração frio chamado Snowfall Frost considera a folia de seus companheiros pôneis uma perda de tempo e tem dúvidas sobre as origens do feriado quando os pôneis se juntaram em amizade para dirigir de volta os Ventanosos que estavam causando as tempestades de inverno. Depois de conceder a seu assistente Snowdash uma licença de feriado por engano, Snowfall decide usar sua magia para apagar o feriado.
Poucos minutos depois, o Espírito do Aquecimento da Lareira Passado aparece na frente dela. Para mudar de ideia sobre o feriado, o fantasma viaja com ela para a própria infância de Snowfall. A queda de neve testemunha que ela é mais jovem aproveitando o feriado antes de ser informada por seu professor que a origem do feriado é uma mentira, e para se tornar o poderoso unicórnio que deseja ser, ela tem que passar o Aquecimento da Lareira estudando em vez de celebrar. Sentindo-se magoada e desamparada, Snowfall se encaixa e desconsidera o Aquecimento da Lareira por completo e se isola de todos os outros pôneis desse ponto em diante para se concentrar apenas em seu trabalho.
A adulta Snowfall acorda em sua casa em seu tempo, apenas para ser visitada pelo Espírito do Aquecimento da Lareira, que lhe ensina que a importância dos presentes é o prazer de dar e receber de seus entes queridos e ela mostra a ela os outros pôneis curtindo o tempo que passam juntos e tirando sarro da seriedade de Snowfall. Queda de neve repentinamente se encontra em uma terra deserta coberta de neve, onde ela encontra o Espírito do Aquecimento da Lareira Futuro, que lhe diz que ela terá sucesso em apagar o Aquecimento da Lareira, permitindo assim o retorno dos Ventanosos e transformando Equestria em uma terra de neve para sempre.
Horrorizado com as consequências que seu feitiço teria, Snowfall desperta mais uma vez no presente, percebendo que o futuro ainda pode ser evitado. Ela se junta a Snowdash e os outros pôneis na celebração do Aquecimento da Lareira, entendendo a importância do feriado. Terminando a história, Twilight encoraja Starlight a se juntar a eles na celebração, o que ela faz, e todos em Ponyville celebram o Aquecimento da Lareira juntos.

## Elenco
- Kelly Sheridan como Starlight Glimmer / Snowfall Frost, um pônei mesquinho, rabugento e egoísta, cuja natureza mesquinha a leva a desprezar Heart's Warming e todas as coisas que geram felicidade.
- Ashleigh Ball como Applejack / Espírito do Aquecimento da Lareira Passado, o primeiro espírito que assombra Scrooge para levá-lo ao arrependimento.
- Andrea Libman como Pinkie Pie / Espírito do Aquecimento da Lareira Presente, o segundo espírito. Ela é retratada como um pônei imponente com cabelo rosa, uma coroa de louros doce e um manto de arminho amarelo.
  - Shannon Chan-Kent, a voz cantante de Pinkie Pie.
- Tabitha St. Germain como Princesa Luna / Espírito do Aquecimento da Lareira Futuro, o terceiro e último espírito. Ela é retratada como uma sombria Ceifadora.
  - Aloma Steele, a voz cantante da Princesa Luna.
- Ashleigh Ball como Rainbow Dash / Snowdash, a alegre assistente e balconista mal paga de Frost.
- Andrea Libman como Fluttershy / Flutterholly, uma das amigas de Snowdash na festa.
- Tabitha St. Germain como Rarity / Mary, uma das amigas de Snowdash na festa.
- William Samples como Professor Flintheart, o professor de infância de Snowfall Frost de seu passado.
- Tara Strong como Twilight Sparkle, a Narradora.
  - Rebecca Shoichet, a voz cantante de Twilight Sparkle.
- Cathy Weseluck como Spike.

## Canções
| # | Título                                                                                        | Música        | Letra da música              | Artista (personagem) 1                                                                                                  | Vocais de apoio |
| - | --------------------------------------------------------------------------------------------- | ------------- | ---------------------------- | --- | --- |
| 1 | "Hearth's Warming Eve Is Here Once Again" "Que Bom Que Essa Noite Chegou"                     | Daniel Ingram | Michael Vogel                | Andrea Libman (Fluttershy), Ashleigh Ball (Rainbow Dash, Applejack), Shannon Chan-Kent (Pinkie), Kazumi Evans (Rarity)  | Ponyville |
| 2 | "Say Goodbye to the Holiday" "A Magia Vai Funcionar"                                          | Daniel Ingram | Michael Vogel                | Kelly Sheridan (Starlight Glimmer/Snowfall Frost)                                                                       | - |
| 3 | "The Seeds of the Past" "Olhando pra Trás"                                                    | Daniel Ingram | Michael Vogel                | Ashleigh Ball (Applejack/Espírito do Aquecimento da Lareira Passado), Kelly Sheridan (Starlight Glimmer/Snowfall Frost) | - |
| 4 | "Pinkie's Present" "O Presente de Pinkie"                                                     | Daniel Ingram | Michael Vogel                | Shannon Chan-Kent (Pinkie Pie/Espírito do Aquecimento da Lareira Presente)                                              | - |
| 5 | "Luna's Future" "O Futuro de Luna"                                                            | Daniel Ingram | Daniel Ingram, Michael Vogel | Aloma Steele (Princesa Luna/Espírito do Aquecimento da Lareira Futuro)                                                  | - |
| 6 | "Hearth's Warming Eve Is Here Once Again (Reprise)" "Que Bom Que Essa Noite Chegou (Reprise)" | Daniel Ingram | Daniel Ingram, Michael Vogel | Kelly Sheridan (Starlight Glimmer)                                                                                      | Rebecca Shoichet (Twilight Sparkle), Ashleigh Ball (Rainbow Dash, Applejack), Shannon Chan-Kent (Pinkie), Kasumi Evans (Rarity), Andrea Libman (Fluttershy), Cathy Weseluck (Spike), Ponyville |

1No caso de vários personagens fornecerem os vocais principais, os performers são listados na ordem em que seus personagens (ou o primeiro de seus personagens no caso de dublarem vários) começam a cantar.

## Produção e promoção
A música de abertura do episódio, "Que Bom Que Essa Noite Chegou", foi apresentada pela primeira vez no New York Toy Fair de 2016.
De acordo com o escritor Michael Vogel, na versão original do roteiro, o personagem de Jacob Marley de A Christmas Carol estava planejado para aparecer e teria sido representado por Discórdia; este foi cortado para economizar tempo para o resto da trama. Também no rascunho original do episódio, Princesa Luna de Espírito do Aquecimento da Lareira Futuro não tinha uma música devido a falta de espaço no tempo de duração do episódio, mas os "diretores e equipe de criação perceberam que ela precisava de um".
As sequências de animação das canções "Que Bom Que Essa Noite Chegou", "A Magia Vai Funcionar" e "O Futuro de Luna" foram desenhadas por Sabrina Alberghetti.

## Recepção
O episódio foi aclamado. Daniel Avarez de Unleash the Fanboy elogiou muito o episódio, dando-lhe uma nota perfeita de 10 em 10. Ele elogiou as "canções fantásticas", o próprio episódio como "Um Conto de Natal Sólido", uma vez que "leva o exagerou no enredo de Christmas Carol, mas consegue ser ótimo de qualquer maneira." Ele também foi receptivo ao uso de canções para realçar a história em vez de distraí-la, assim como o arco da história da redenção de Starlight. Don't Hate the Geek chamou o episódio de "incrível", descrevendo a aparência de Luna como o Espírito Ainda Está por Vir do Aquecimento da Lareira e sua canção como ladrões de programas.
Daniel Ingram foi nomeado para o Prêmio Leo 2017 por seu trabalho neste episódio de "Melhor Trilha Sonora em um Programa ou Série de Animação".

## Lançamento de home media
Todas as músicas do episódio (exceto "Que Bom Que Essa Noite Chegou (Reprise)") foram lançadas como parte do relançamento físico de 2016 e digital de 2015 do álbum de compilação It's a Pony Kind of Christmas.